# 娜塔莎·劳佳姆
娜塔莎·劳佳姆（1992年9月16日—）是一名泰国女演员兼歌手。因出演2011年电影《音为爱》，并且广受大陆和台湾欢迎。

## 电影
- 2011: 《音为爱》（Suckseed）
- 2012: Just One Second